# Horace Bonser
Horace Robert Bonser (* 27. März 1882 in Cincinnati; † 7. Juni 1934 ebenda) war ein US-amerikanischer Sportschütze.

## Erfolge
Horace Bonser, der für den Cincinnati Gun Club aktiv war, nahm an den Olympischen Spielen 1920 in Antwerpen im Trap teil. Im Einzel belegte er mit 87 Punkten den fünften Rang, hinter seinen Landsmännern Mark Arie, Frank Troeh, Frank Wright und Frederick Plum. Den Mannschaftswettbewerb schloss er mit der US-amerikanischen Mannschaft auf dem ersten Rang ab, mit 547 Punkten hatten die US-Amerikaner 44 Punkte Vorsprung auf die zweitplatzierten Belgier. Neben Bonser, Arie, Troeh und Wright gehörten noch Forest McNeir und Jay Clark zum Team.